# Ivodea sahafariensis
Ivodea sahafariensis är en vinruteväxtart som beskrevs av René Paul Raymond Capuron. Ivodea sahafariensis ingår i släktet Ivodea och familjen vinruteväxter. Inga underarter finns listade i Catalogue of Life.